# Rhônexpress
De Rhônexpress (ook bekend als Liaison ExpresS LYon Saint-Exupéry - LESLYS) is een airportshuttle sneltramdienst tussen het centrum van Lyon en het vliegveld Lyon-Saint Exupéry. De Rhônexpress ging op 9 augustus 2010 in dienst.

## Geschiedenis

### Voorgeschiedenis
De lijn maakt gebruik van een gedeelte van het spoortraject van de voormalige spoorwegmaatschappij "Compagnie des chemins de fer de l'Est de Lyon" Spoorwegmaatschappij van het oosten van Lyon (CFEL), welke de volgende lijnen had:
- Lyon - Saint-Genix-d'Aoste via Crémieu en Morestel
- Sablonnières - Bouvesse - Montalieu
- Saint-Hilaire-de-Brens - Jallieu

### Aanleg van de lijn: LEA en LESLYS

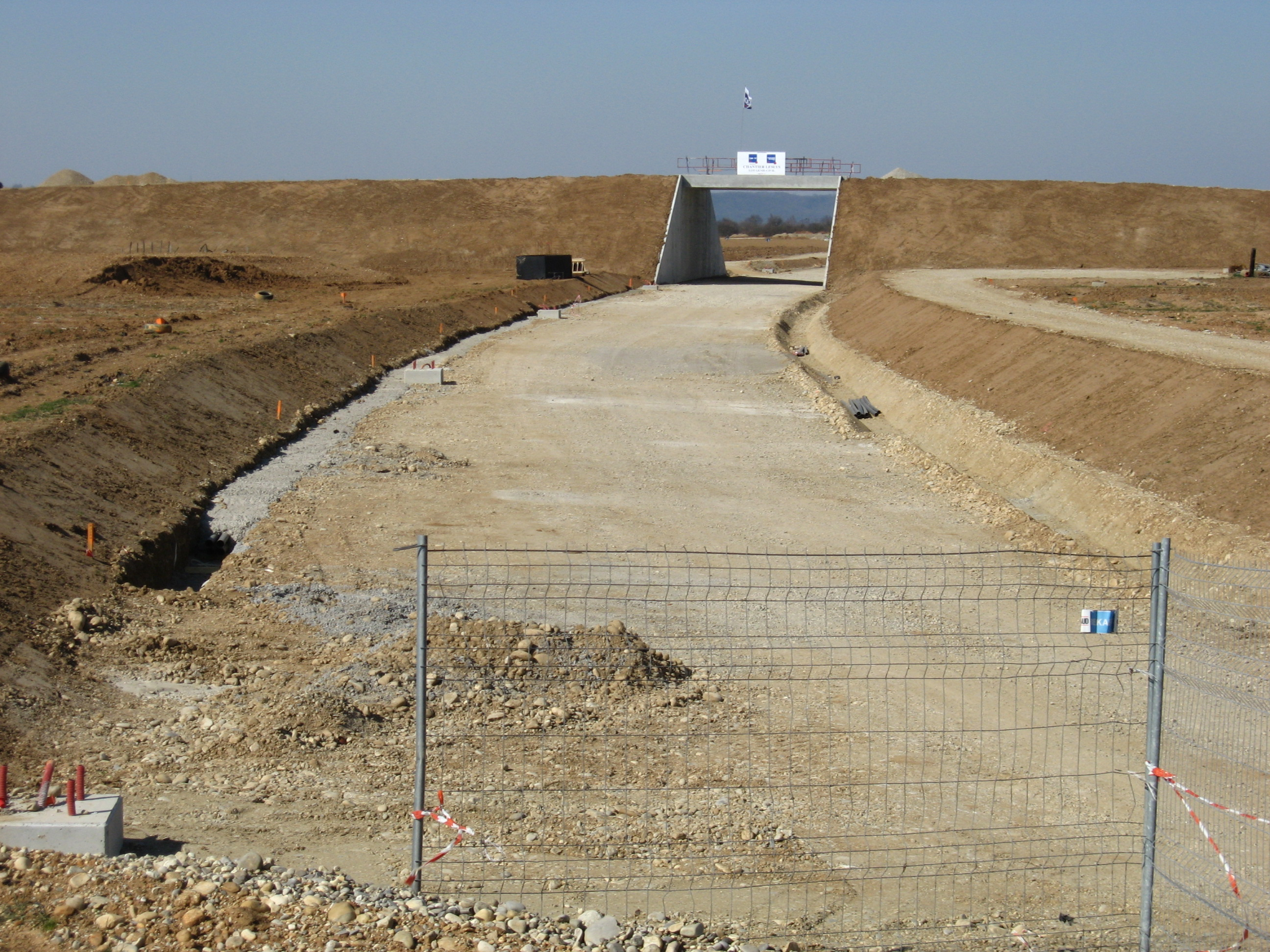
Aanleg van de lijn. Het gedeelte van de lijn dat alleen gebruikt wordt door Rhônexpress trams kent geen gelijkvloerse kruisingen met ander verkeer.

In 1997 werd besloten tot de aanleg van een tramlijn in het oosten van Lyon. Het project omvatte:
- Een tramlijn naar Meyzieu
- Een dienst naar de Luchthaven Lyon-Saint Exupéry

De gebruikte infrastructuur bestaat voor het grootste deel van de oude CEFL-spoorlijn, waarvan alleen de sectie Lyon-Meyzieu nog gebruikt wordt, namelijk voor vrachtverkeer.
Een verstoring ontstaat alleen. De regionale raad van het departement Rhône sloot het stadsvervoersbedrijf van Lyon Sytral uit voor directe gunning voor de exploitatie van de route en schreef een concessie uit. Het project valt nu in twee stukken. Deze zijn:
- LEA (Ligne de l'Est de l'Agglomération)
- LESLYS: (Liaison Express Lyon-Saint Exupéry)

Het LEA-project werd uiteindelijk Tramlijn 3.

### Doelen

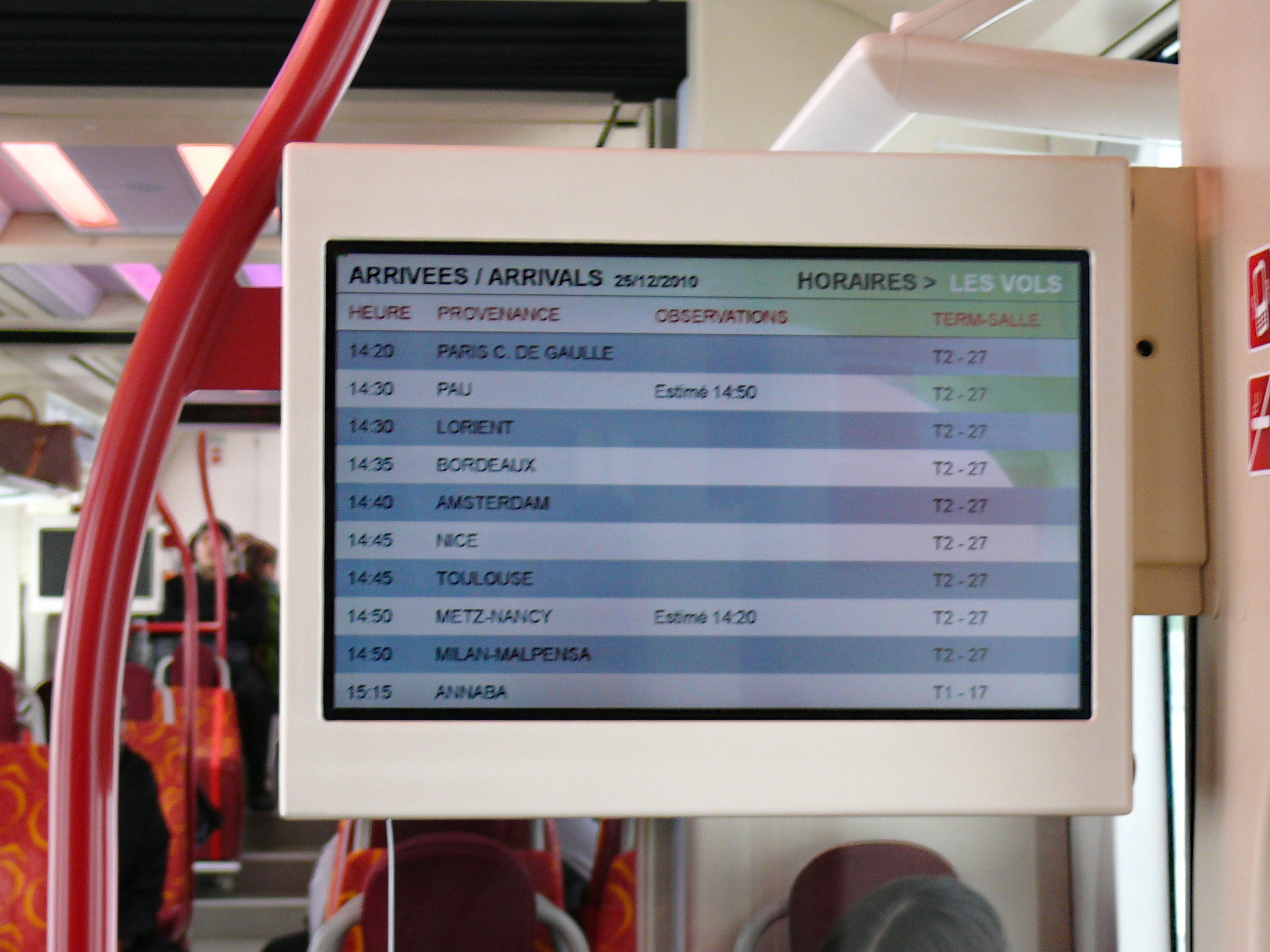
Informatiesysteem aan boord.

Voor het project werden de volgende eisen gesteld:
- De aankomsttijd moest gegarandeerd kunnen worden;
- De reistijd moest minder dan 30 minuten bedragen;
- De capaciteit moest voldoende zijn, en zich aan kunnen passen;
- De lijn moest aansluiten op de grote vervoershubs;
- De lijn moest goed aansluiten op het regionale spoornet;
- De lijn moest vlak bij de incheckbalies eindigen.

### Bouwwerkzaamheden
De werkzaamheden begonnen in 2007, met een tracéonderzoek en de aanschaf van het materieel. De trams rijden tot met Meyzieu Z.I samen met tramlijn 3, over de oude CEFL-spoorlijn. Voorbij Meyzieu was het oorspronkelijk plan om het tracé van de oude CFEL-spoorlijn te gebruiken tot bij de hogesnelheidslijn. De tram zou dan parallel aan de hogesnelheidslijn verlopen tot het TGV-station van Saint-Exupéry. In verband met de bezwaren van het dorp Pusignan, waar wel langs gereden zou worden, maar niet gestopt wordt, komt het tracé nu ten zuiden van Pusignan. De lijn wordt getrokken door landbouwgebied en is korter dan het oorspronkelijk tracé, die een omweg maakte om gebruik te kunnen maken van de oude spoorweg. De spooraanleg vond plaats in 2009 en begin 2010, waarna testritten plaatsvonden in het eerste kwartaal van 2010. De levering van de eerste twee Tango trams vond plaats 17 december 2009, en de laatste werd in mei 2010 geleverd. De ingebruikname van de dienst was op 9 augustus 2010. Het definitieve eindpunt op de luchthaven Saint-Exupéry is op 21 juni 2011 geopend.

## Exploitatie
De trams rijden van vijf uur 's ochtends tot middernacht. Tussen zes uur 's ochtends en negen uur 's avonds rijdt er elke vijftien minuten een tram, anders is dat elk half uur.

### Exploitant
De departementale raad van het departement Rhône gunde de exploitatie van de lijn op 8 januari 2007 voor dertig jaar aan een consortium bestaande uit:
- VINCI (28,2 %, mandaathebbende),
- Veolia Transport (28,2 %),
- Vossloh Infrastructure Service (4,2 %),
- Cegelec Centre Est (2,8 %)
- la Caisse des dépôts et consignations.

Het consortium legt de lijn aan, en koopt het materieel. Bij eventuele problemen kan de departementale raad tegemoetkomen. Op 8 januari 2037 loopt de concessie af, en wordt de lijn met het materieel teruggegeven aan de departementale raad.

### Materieel

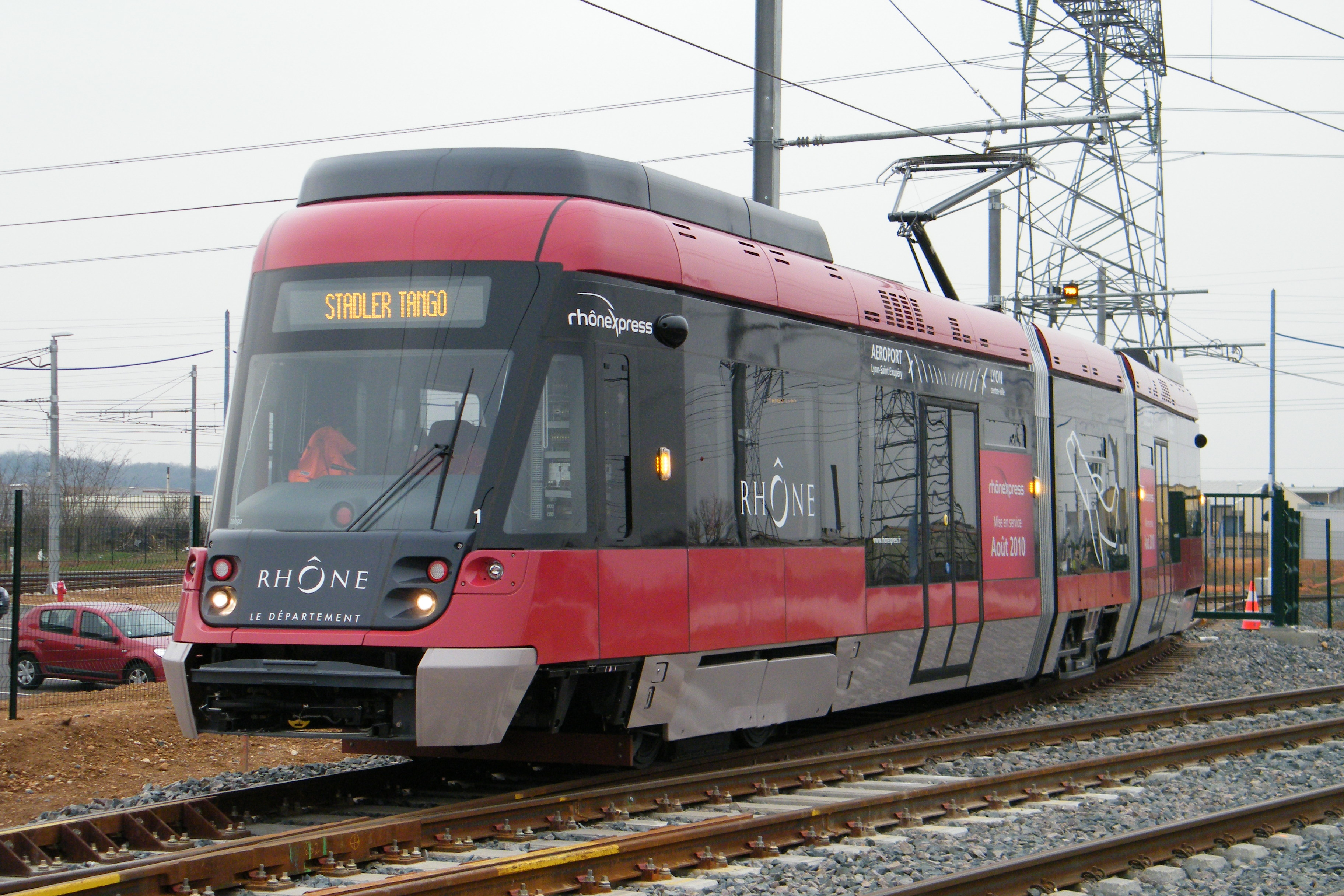
De Stadler Tango trams, zoals gebruikt op de lijn.

De lijn wordt geëxploiteerd door zes Tango trams, gebouwd door Stadler Rail. Technische informatie:
- Lengte: 27 meter
- Breedte: 2,55 meter
- Vloerhoogte: 350 mm
- Minimale draaicirkel: 25 m
- Maximale snelheid: 100 km/h
- Spanning Voeding: 750 V =
- Capaciteit: 76 zitplaatsen, waarvan 2 voor mensen met een lichamelijke beperking
- Een ruimte voor de bagage van passagiers

Later, naar verwachting in 2023, kan het aantal trams worden verhoogd tot 11. Ondanks de stevige ritprijs zijn sommige trams beklad met reclame, ook over de ramen.